# Ауреліу Чокой
Ауреліу Чокой (рум. Aureliu Ciocoi; нар. 5 червня 1968, Кишинів) — молдовський дипломат. Міністр закордонних справ і європейської інтеграції Молдови (14 листопада 2019 — 6 серпня 2021). Виконувач обов'язків прем'єр-міністра Молдови (31 грудня 2020 — 6 серпня 2021).

## Життєпис
Народився 5 червня 1968 року. Закінчив факультет журналістики Молдовського державного університету, Дипломатичну академію МЗС Молдови. У 1992—1994 рр. навчався в Національній школі політичних і адміністративних досліджень на факультеті міжнародних відносин, Бухарест, Румунія. Потім — у Дипломатичній Академії Федерального міністерства закордонних справ Німеччини, Бонн / Берлін, Німеччина, яку закінчив 1997 року.
З 1996 до 1998 рр. — був другим секретарем Департаменту Європейських організацій. З 1998 до 2001 рр. обіймав посаду начальника відділу Ради Європи, Генеральний директорат з питань європейської інтеграції.
З 2001 до 2004 рр. — був першим секретарем посольства РМ в ФРН, главою Офісу в Бонні посольства РМ в ФРН. У період з 2004 до 2005 р. є головою Відділу Ради Європи, Генерального директорату міжнародного права і міжнародних договорів, а в 2005—2007 рр. — начальником управління Ради Європи і прав людини в рамках Департаменту багатостороннього співробітництва.
У 2007—2009 роках обіймав посаду радника посольства РМ у Німеччині. У 2009—2010 рр. був тимчасовим повіреним у справах Молдови в ФРН і Данії (за сумісництвом). У червні 2010 року він призначений на посаду посла Молдови в ФРН, потім, 2011 року — послом Молдови в Данії (за сумісництвом), з резиденцією в Берліні.
У 2015—2017 — посол Молдови в Китаї.
2017 р. — посол Молдови в США.
2018 р. — посол з особливих доручень Міністерства закордонних справ і європейської інтеграції Молдови.
У 2018—2019 рр. — радник Президента Молдови Ігоря Додона з питань зовнішньої політики.
14 листопада 2019 року — 6 серпня 2021 — Міністр закордонних справ та європейської інтеграції Молдови в уряді Йона Кіку.
У лютому відзначився, сказавши, що російська армія окупувала Придністров'я для того, щоб припинити там кровопролиття. Через цю заяву дві фракції парламенту Молдови виступили за його звільнення.